# チェロソナタ第1番 (メンデルスゾーン)
チェロソナタ第1番 変ロ長調 作品45は、フェリックス・メンデルスゾーンが作曲した1番目のチェロソナタ。シューマンはこのソナタを賞賛している。

## 概要
メンデルスゾーンが作曲したピアノとチェロのためにかかれた4作品のうち、ソナタは番号付きで2曲ある。チェロソナタ第1番は1838年に作曲され、アマチュアで優れたチェロ奏者である弟のパウルに捧げられた。
全体は古典派音楽の伝統的な書法が忠実に守られており、形式が整えられているだけでなく、輝かしい情熱や、抒情性などが随所に表れている。また、ピアニストだったメンデルスゾーンらしく、ピアノパートはかなり困難である。

## 構成
3楽章の構成で、演奏時間は約25分。
- 第1楽章 アレグロ・ヴィヴァーチェ　変ロ長調、4分の4拍子。
ソナタ形式。メンデルスゾーンの作品としては珍しく、半音階が多く使われた陰りを含む曲調で始まるが、その後はピアノとチェロが激しく掛け合いを繰り広げる。
- 第2楽章 アンダンテ　ト短調、8分の3拍子。
三部形式。スケルツォ的な性格の強い緩徐楽章。中間部はト長調。
- 第3楽章 アレグロ・アッサイ　変ロ長調、4分の4拍子。
ロンド形式に近い、やや変則的なソナタ形式によるフィナーレである。静かに始まり、展開部で高潮した後に最後は静かに終結する。